# Castelo do Petit-Geroldseck
O Château du Petit-Geroldseck é um castelo em ruínas situado na comuna de Haegen, no departamento de Bas-Rhin, Alsácia, na França. É datado do século XIII. Está classificado desde 1898 como monumento histórico pelo Ministério da Cultura da França.

## Acesso
As ruínas podem ser alcançadas a partir de Saverne, pela estrada D171 e por uma estrada florestal para Hexentisch, de onde um caminho assinalado com cruzes vermelhas conduz o visitante até ao local.